# Caryville (Tennessee)
Caryville is een plaats (town) in de Amerikaanse staat Tennessee, en valt bestuurlijk gezien onder Campbell County.

## Demografie
Bij de volkstelling in 2000 werd het aantal inwoners vastgesteld op 2243.
In 2006 is het aantal inwoners door het United States Census Bureau geschat op 2382, een stijging van 139 (6,2%).

## Geografie
Volgens het United States Census Bureau beslaat de plaats een oppervlakte van
14,2 km², waarvan 13,5 km² land en 0,7 km² water.

## Plaatsen in de nabije omgeving
De onderstaande figuur toont nabijgelegen plaatsen in een straal van 28 km rond Caryville.